# Eugène Van Roosbroeck
Eugène Van Roosbroeck (Noorderwijk, 1928. május 13. – Noorderwijk, 2018. március 28.) olimpiai bajnok belga kerékpárversenyző.

## Pályafutása
1948-ban a londoni olimpián országúti csapatversenyversenyben aranyérmet nyert Léon Delathouwerrel és Lode Wouters-szel.

## Sikerei, díjai
- Olimpiai játékok
  - aranyérmes: 1948, London